# Belle Mina
Belle Mina ist ein gemeindefreies Gebiet im Limestone County im Bundesstaat Alabama in den Vereinigten Staaten.

## Geographie
Belle Mina liegt im Norden Alabamas im Süden der Vereinigten Staaten. Es liegt etwa 8 Kilometer östlich des 1049 Kilometer langen Tennessee River und des 272 Quadratkilometer großen Wheeler Lake sowie 37 Kilometer südlich der Grenze zu Tennessee.
Nahegelegene Orte sind unter anderem Huntsville (1 km südlich), Decatur (3 km südwestlich), Madison (8 km östlich), Athens und Tanner (11 km nordwestlich).

## Geschichte
Der Ort wurde nach der gleichnamigen Plantage von Thomas Bibb, dem 2. Gouverneur von Alabama, benannt. Der ursprüngliche Name des Ortes war Belle Manor, entwickelte sich durch den Akzent in den Südstaaten aber zu Belle Mina.
1855 wurde eine Station der Memphis and Charleston Railroad errichtet. 1878 wurde ein Postamt eröffnet.

## Verkehr
Belle Mina liegt etwa 4 Kilometer nordöstlich einer Kreuzung von Interstate 65, der Umgehungsstraße Interstate 565 und der Alabama State Route 20. Wenige Kilometer westlich dessen verläuft der U.S. Highway 31.
Etwa 5 Kilometer westlich des Ortes befindet sich der Pryor Field Regional Airport sowie 8 Kilometer östlich der Huntsville International Airport.